# Dragunov SVDK
SVDK (tiếng Nga: СВДК) là loại súng bắn tỉa phát triển từ khẩu Dragunov SVD nhưng sử dụng loại đạn 9.3x64mm. SVDK được phát triển cùng hai khẩu SV-98 và KSVK. Mục đích của loại súng này là để chống lại các mục tiêu quá cứng so với khẩu SV-98 hay SVD như các mục tiêu mặc áo giáp chống đạn hay núp sau vật cản. Mặc dù được tin loại súng này có thể được dùng để bắn tỉa từ xa do loại đạn 9.3×64mm 7N33 có đạn đạo tốt chỉ sau loại đạn.338 LapuaMagnum rất thích hợp để dùng cho việc như thế. Tuy nhiên loại súng này được chỉ định là nên bắn ở tầm khoảng 600 m để phát huy tối đa sức sát thương của đạn. Ở khoảng cách 200 m thì đạn 7N33 có thể xuyên 10 mm giáp. Mặc dù được trang bị cho quân đội nhưng SVDK lại được biết đến nhiều như một loại súng săn tốt với tên Tigr-9 sử dụng đạn 9,3x64mm Brenneke do Wilhelm Brenneke người Đức phát minh.

## Thiết kế
Cấu tạo của SVDK cơ bản giống với SVD tuy nhiên thân và các bộ phận khác được thiết kế lại cho thích hợp với việc sử dụng loại đạn mạnh hơn. SVDK sử dụng cơ chế nạp đạn bằng khí nén với hệ thống trích khí ngắn và khóa nòng xoay với ba móc khóa viên đạn cố định vào vị trí. Nòng được gắn vào súng chỉ tiếp xúc với khoang chứa đạn và ống trích khí chứ không tiếp xúc với bất kỳ bộ phận nào khác nên nó gần như là nòng súng được gắn một cách tự do. Hệ thống điểm hỏa và nút khóa an toàn giống như khẩu SVD, cò súng và báng súng giống như của khẩu SVDS, dù vậy SVDK có thêm một miếng cao su lớn ở phần báng để giúp chống lại lực giật mạnh khi bắn.
Không giống như SVD và SVDK đây là loại súng dành riêng cho việc bắn tỉa vì thế nó không thể gắn lưỡi lê. Hệ thống nhắm cơ bản của loại súng này là ống nhắm 1P70 "Giperion" có tầm ngắm dao động từ 3 đến 10X hay điểm ruồi dự phòng.